# Alfred Pfänder
Alfred Pfänder (* 23. Januar 1920; † 1941), auch „Pipo“ genannt, war ein deutscher Fußballspieler.

## Karriere
Pfänder, von großer und kräftiger Statur beschrieben, gehörte von 1937 bis 1941 dem 1. FC Nürnberg als Mittelfeldspieler an, für den er in der Gauliga Bayern, in einer von zunächst 16, später auf 23 aufgestockten Gauligen zur Zeit des Nationalsozialismus als einheitlich höchste Spielklasse im Deutschen Reich, Punktspiele bestritt.
Während seiner Vereinszugehörigkeit – er bestritt insgesamt 222 Pflichtspiele – gewann er mit dem Club zweimal die Gaumeisterschaft und einmal den Tschammerpokal. Aufgrund der beiden Gaumeisterschaften nahm er auch an den jeweiligen sich anschließenden Endrunden um die Deutsche Meisterschaft teil. Zunächst bestritt er in der Saison 1937/38 vier von sechs Spielen in der Gruppe D und scheiterte mit seiner Mannschaft als Zweitplatzierter an dem späteren Deutschen Meister Hannover 96, der in der Gruppe alle Spiele gewann. In der Saison 1940/41 bestritt er alle sechs Spiele der Gruppe 4, wobei ihm im vorletzten am 23. Juni 1940 im Städtischen Stadion Nürnberg beim 8:0-Sieg über Kickers Offenbach allein vier Tore gelangen; drei davon als lupenreiner Hattrick innerhalb von 13 Minuten bis zum 3:0.
Im Tschammerpokal-Wettbewerb bestritt er in vier aufeinanderfolgenden Jahren insgesamt 21 Spiele und erzielte sieben Tore. Bei seiner Premiere 1938 erreichte er zunächst das am 11. Dezember mit 0:2 gegen den SK Rapid Wien verlorene Halbfinale, 1939 schließlich das am 28. April 1940 in Berlin ausgetragene Finale, das mit 2:0 gegen den SV Waldhof Mannheim gewonnen wurde. 1940 erreichte er erneut das Finale, das jedoch diesmal mit 1:2 n. V. gegen den Dresdner SC – mit dem späteren Bundestrainer Helmut Schön – verloren wurde. Sein letztes Pokalspiel bestritt er am 24. August 1941 bei der 1:4-Achtelfinal-Niederlage bei den Stuttgarter Kickers.

## Erfolge
- Gaumeister Bayern 1938, 1940
- Tschammerpokal-Sieger 1939

## Sonstiges
Pfänder, der als großes Talent galt, wurde 1941 im Verlauf des Deutsch-Sowjetischen Krieges als vermisst gemeldet; ein 1944 angekommener Feldpostbrief war das letzte Lebenszeichen von ihm.